# Аль-Камиль Мухаммад ибн Ахмад
Аль-Камиль Насир ад-Дин Мухаммад ибн Ахмад (или Аль-Камиль, араб. الكامل محمّد الملك‎; 1177 — 1238) — шестой султан из династии Айюбидов, правивший Египтом в 1218—1238 годах. Во время его пребывания на престоле Айюбиды отразили пятый крестовый поход. В западном мире он был известен как Меледин. В результате шестого крестового похода уступил Иерусалим христианам и, как считается, встречался с Святым Франциском.

## Биография

### Кампания в Джазире
Аль-Камиль — сын султана аль-Адиля, брата Салах ад-Дина. Отец аль-Камиля осаждал город Мардин в 1199 году, когда был отозван в срочном порядке разобраться с угрозой безопасности Дамаску. Аль-Адиль оставил аль-Камиля командовать силами вокруг Мардина. Воспользовавшись отсутствием султана, объединенные силы Мосула и Синджара появилась близ Мардина, когда город был на грани капитуляции, и атаковали аль-Камиля. Он был разбит и отступил к Сильвану. Однако инакомыслие и брожение среди его противников позволили аль-Камилю удержать власть Айюбидов в регионе Джазира и занять Харран.

### Наместник Египта
В 1200 году, после провозглашения аль-Адиля султаном, тот пригласил аль-Камиля присоединиться к нему в Египте в статусе наместника (na’ib). Второй сын аль-Адиля, аль-Муаззам Иса ибн Ахмад, уже был сделан наместником Дамаска в 1198 году. Похоже, что аль-Адиль передал аль-Камилю довольно широкие полномочия, поскольку тот курировал большую часть работ по строительству цитадели Каира, издавал указы от своего имени и даже смог уговорить отца уволить влиятельного министра Ибн Шукра. Аль-Камиль оставался наместником до смерти отца в 1218 году, когда он сам стал султаном.

### Пятый крестовый поход
В 1218 году, когда аль-Адиль умер, домены Айюбидов были разделены на три части: аль-Камиль правил Египтом, его брат аль-Муаззам - Палестиной и Трансиорданией, а третий брат, аль-Ашраф Муса ибн Ахмад - Сирией и Джазирой. Номинально оба последних признавали верховенство аль-Камиля как султана. Любопытно, но в подобной ситуации обошлось без междоусобиц, возможно, из-за наличия внешней угрозы со стороны сил Пятого крестового похода .
Аль-Камиль принял командование силами, которые защищали Дамиетту от крестоносцев. В 1219 году он был почти свергнут в результате заговора во главе с амиром Имад ад-Дином ибн аль-Маштубом, командиром курдского полка Хаккари, рассчитывавшим заменить султана на его младшего и более податливого брата аль-Фаиза Ибрагима. Встревоженный заговором аль-Камиль бежать из лагеря, и в последовавшей неразберихе крестоносцы смогли замкнуть кольцо окружения вокруг Дамиетты. Аль-Камиль собирался бежать в Йемен, которым правил его сын аль-Масуд Юсуф, но своевременное прибытие аль-Муаззама из Сирии с подкреплениями ознаменовало конец заговора .
Аль-Камиль сделал множество предложений мира крестоносцам, но все они были отклонены в связи с влиянием папского легата Пелагия. Он предложил вернуться в Иерусалим и восстановить его стены, которые его брат снес в начале года, а также вернуть Истинный Крест, которого у него, вероятно, не было. В один момент он даже вел переговоры с Франциском Ассизским, который сопровождал крестовый поход и пытался убедить султана принять христианство.
Из-за голода и болезней после разлива Нила аль-Камиль не смог защитить Дамиетту, и она пала в ноябре 1219 года . Султан укрепился в Эль-Мансуре, крепости дальше вверх по Нилу. В 1221 году аль-Камиль снова предложил крестоносцам мир, предложив сдать всю территорию Иерусалимского королевства, за исключением Трансиордании, в обмен на эвакуацию крестоносцев из Египта крестоносцев , но вновь получил отказ. Крестоносцы шли в направлении Каира, но аль-Камиль открыл плотины и позволил Нилу разлиться, и крестоносцы, наконец, приняли условия восьмилетнего мира. Он отвоевал Дамиетту в сентябре.

### Борьба за власть и договор 1229 года
В последующие годы султан вел борьбу за власть со своим братом аль-Муаззамом, и аль-Камиль был готов заключить мир с императором и королём Сицилии Фридрихом II, который планировал Шестой крестовый поход. Аль-Муаззам умер в 1227 году, устранив необходимость в мире, но Фридрих уже прибыл в Палестину. После смерти аль-Муаззама аль-Камиль и другой его брат аль-Ашраф Муса ибн Ахмад заключили договор, по которому султан передал Палестину (в том числе Трансиорданию) и Сирию аль-Ашрафу. В феврале 1229 года аль-Камиль заключил десятилетний мир с Фридрихом II и вернул Иерусалим и другие святые места крестоносцам . Договор 1229 года является уникальным в истории крестовых походов. Без крупной военной конфронтации, а лишь посредством дипломатии, Иерусалим, Вифлеем и коридор вдоль моря были переданы Иерусалимскому королевству. Исключение было сделано для Купола Скалы и мечети Аль-Акса, которые остались за мусульманами. Кроме того, все мусульманские жители города сохранили свои дома и имущество. Они также избирали собственных городских чиновников. Стены Иерусалима были восстановлены, и мир длился в течение 10 лет . Тем не менее, заключив мир с крестоносцами, аль-Камилю пришлось вступить в борьбу с сельджуками и хорезмийцами, прежде чем он умер в 1238 году.

### Наследники
Его сыновья, ас-Салих Айюб и аль-Адиль II, сменили его в Сирии и Египте соответственно, но империя Айюбидов вскоре погрузилась в пучину гражданской войны. В 1239 году договор с Фридрихом истек, и Иерусалим вернулся под контроль Айюбидов.

### Личность
Аль-Камиль следовал исламским законам и обычаям войны. Например, после победы над крестоносцами султан передал разгромленному противнику обозы с продовольствием :
"Кто бы мог сомневаться, что такой доброты, дружбы и милосердия исходят от Господа? Чьи родители, сыновья и дочери, братья и сестры, умерли в агонии на наших руках, чьи земли мы забрали, которых мы изгнали голыми из своих домов, возродил нас, когда мы умирали от голода, и относился с добротой, даже когда мы были в их власти".
Оливерий Схоластик